# Alphabet Celestial

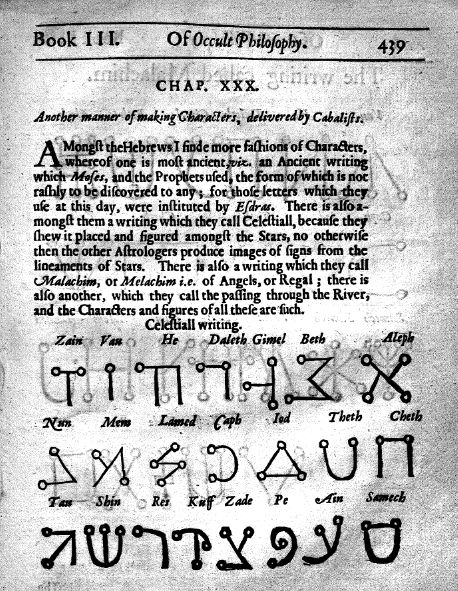
L’alphabet Celestial décrit De occulta philosophia d'Agrippa

L'alphabet Celestial est un alphabet consonantique (ou abjad) de 22 lettres, décrit par Henri-Corneille Agrippa de Nettesheim au XVIe siècle dans le troisième livre de son ouvrage De occulta philosophia (1513)
Selon Agrippa, l'alphabet Celestial serait formé selon l'apparence des constellations d'étoiles conférant une signification ésotérique aux lettres hébraïques, selon le même principe que celui utilisé par les astrologues pour tracer les signes zodiacaux. L'apparence générale des glyphes de l'alphabet Celestial se retrouve dans les lettres des alphabets similaires Transitus Fluvii et Malachim, avec des associations mystiques différentes. Ces alphabets étaient utilisés alors pour un usage ésotérique par les cabalistes. 
Il ne doit pas être confondu avec l'alphabet Énochien d'Edward Kelley et John Dee, qui est parfois aussi appelé l'alphabet Celestial.

## Dans la fiction
- L'alphabet est utilisé comme un système d'écriture de la série de jeux vidéo Drakengard, ainsi que dans son spin-off, Nier.
- Le manga Beelzebub contient une armée de démons nommés d'après les lettres de cet alphabet.